# Чоара
Чоара (рум. Cioara) — село в Хынчештском районе Молдавии. Относится к сёлам, не образующим коммуну.

## География
Село расположено на высоте 49 метров над уровнем моря.

## Население
По данным переписи населения 2004 года, в селе Чоара проживает 2362 человека (1153 мужчины, 1209 женщин).
Этнический состав села:
| Национальность | Число жителей | Процентный состав |
| -------------- | ------------- | ----------------- |
| молдаване      | 2324          | 98.39             |
| русские        | 15            | 0.64              |
| румыны         | 14            | 0.59              |
| украинцы       | 7             | 0.3               |
| прочие         | 2             | 0.08              |
| Всего          | 2362          | 100%              |